# Napaść na sowieckich kurierów dyplomatycznych (1926)
Napaść na sowieckich kurierów dyplomatycznych (ros. Нападение на советских дипкурьеров) – zbrojna napaść na kurierów dyplomatycznych ZSRR na pocz. 1926 r.
5 lutego 1926 r. w wagonie pociągu relacji Moskwa-Ryga doszło do zbrojnej napaści na 2 sowieckich kurierów dyplomatycznych: Teodora Nettego i Johanna Machmastala, udających się do Berlina. Kiedy pociąg przybył do Rygi łotewska policja odkryła, że w korytarzu wagonowym leży 2 zabitych napastników, zaś w przedziale znajdował się jeden kurier zabity i drugi ranny. Zabitym okazał się T. Nette. Johann Machmastal natomiast został trafiony 3 kulami w rękę i brzuch. Według śledztwa policyjnego zastrzelił on obu napastników, chroniąc pocztę dyplomatyczną. Przy zabitych znaleziono plany kolejnych stacji kolejowych na Łotwie i litewskie pieniądze. W śniegu koło stacji kolejowej odkryto z kolei pokrwawiony paszport, na podstawie którego ujawniono tożsamość napastników. Okazali się nimi bracia Antoni i Bronisław Gawriłowiczowie, Polacy z Litwy. W pierwszej wersji śledztwa Łotysze rozpatrywali hipotezę bandyckiego napadu związanego z chęcią zrabowania pieniędzy. Okazało się, że bracia Gawriłowiczowie w nocy z 4 na 5 lutego wyjechali z Rygi, po czym przesiedli się na stacji kolejowej Rembate do pociągu, w którym jechały ich późniejsze ofiary. Początkowo próbowali obrabować włoskiego kuriera dyplomatycznego, ale powiedział im, że nie ma żadnych pieniędzy. Następnie natknęli się na obywatela sowieckiego o nazwisku Pieczorski, któremu kazali iść przed nimi. To samo zrobili z kierownikiem wagonu Brize. Dochodząc do przedziału, w którym przebywali sowieccy kurierzy dyplomatyczni, odepchnęli ich, otworzyli drzwi i z okrzykiem „Ręce do góry!” rozpoczęli strzelaninę. Teodor Nette chwycił własny rewolwer, po czym zdążył ranić w głowę jednego z napastników, zanim sam zginął. Johann Machmastal został ranny, ale ranił w głowę drugiego z napastników. Podczas śledztwa zeznał, że w drzwiach przedziału pojawił się wówczas trzeci napastnik z zakrytą twarzą, do którego strzelił, nie trafiając. Kiedy tamten zniknął, wyjrzał na korytarz, widząc, że trzecia osoba zabija pozostałych napastników. Potem twierdził, że był jeszcze czwarty bandyta. Łotewska policja uzyskała od Litwinów informację, że Gawriłowiczowie zajmowali się dotąd jedynie kontrabandą i spekulacjami. Dlatego pojawiła się hipoteza śledcza, że ktoś musiał stać za ich napadem. 18 lutego 1926 r. do redakcji kilku łotewskich gazet przyszło anonimowe pismo, którego autor dowodził, że – przebywając w połowie stycznia w podróży handlowej w Polsce – w jednym z hoteli warszawskich podsłuchał rozmowę prowadzoną między dwoma polskimi oficerami i cywilem. Wynikało z niej, że ludzie tego cywila będą strzelać jako pierwsi, więc „ruscy” nie zdążą nawet chwycić swojej broni. Oficer powiedział, że w żadnym przypadku nie można ich zostawić żywymi, jeśli zostaną ranni. Cywilem miał być kierownik wagonu Brize. Policji wykryła, że autorem anonimu był mieszkaniec miasta Rūjiena Arnolds Ozols, ale jego dalsze losy są nieznane. Z kolei 8 marca tego roku do łotewskiego konsula w Wolnym Mieście Gdańsku zgłosili się wysłannicy Wiaczasłaua Razumowicza ps. „Chmara”, przewodniczącego Związku Strzelców Białoruskich i atamana oddziałów partyzanckich Białoruskiej Partii Chłopskiej "Zielony Dąb" Wiaczasłaua Adamowicza ps. „Dziarhacz”. Oznajmili oni, że napaść na sowieckich kurierów dyplomatycznych zorganizował polski wywiad wojskowy, czyli II Oddział Sztabu Generalnego Wojska Polskiego. W tym celu Ekspozytura nr 1 w Wilnie wysłała do miasteczka Łużyki por. Lange, gdzie ten wraz z por. Hercogiem przekazał braciom Gawriłowiczom instrukcje, pieniądze i broń. Wynagrodzenie za napaść wyniosło 200 dolarów. Jednakże łotewscy śledczy nie wiedzieli, co począć z taką wersją napaści. Nie mieli możliwości przesłuchania oficerów polskiego wywiadu wojskowego, zaś pozostałych napastników – oprócz J. Machmastala – nikt nie widział. Dlatego przyjęli jako właściwą rabunkową wersję napaści. Łotewska prasa pisała wcześniej, że sowieccy kurierzy dyplomatyczni przewozili do Berlina brylanty warte około 4 milionów rubli w złocie, więc wersja ta uzyskała potwierdzenie.
Napaść zyskała w Rosji Sowieckiej bardzo duży odgłos. Obu kurierów dyplomatycznych odznaczono Orderem Czerwonego Sztandaru. Na cześć zabitego T. I. Nettego jego nazwiskiem został nazwany parowiec „Twier´”. W późniejszym okresie tak nazwano jeszcze kilka innych statków. Sowiecki poeta Władimir W. Majakowski napisał wiersz pt. „Towariszczu Nette — parochodu i czełowieku”. W 1927 r. reżyser Ołeksandr Dowżenko nakręcił film pt. „Sumka dipkurjera”. W 1977 r. powstał z kolei film pt. „Krasnyje dipkurjery”.